# Степанова, Евгения Дмитриевна
Евгения Дмитриевна Степанова (20 января 1998, Судогда, Владимирская область, Россия — 30 июля 2022, Владимирская область, Россия) —  российская спортсменка. Чемпионка Европы и России по ушу. Призёр чемпионата мира.

## Биография
Родилась 20 января 1998 года в городе Судогде во Владимирской области, окончила судогодскую школу №2 и Муромцевский лесотехнический техникум, планировала получать высшее образование во Владимирском юридическом институте.

## Спортивная карьера
Является воспитанницей судогдской школы ушу, занималась под руководством Александр Абрамова и Михаила Кожемякина. В октябре 2017 года в Казани на чемпионате мира одержав три победы вышла в финал, где уступила Пудже Кадиан из Индии, став серебряным призёром. В марте 2021 года в Москве стала чемпионкой России.

## Смерть
Вечером 30 июля 2022 года на автомобильной трассе «Владимир — Радужный» произошло лобовое столкновение автомобиля марки «Volkswagen Polo», на котором в качестве пассажира ехала Степанова и рейсового автобуса № 115 «Владимир — Радужный», в результате которого Евгения, а также водитель легкового автомобиля, и одна из пассажирок погибли на месте. 2 августа 2022 года состоялась церемония прощания со спортсменкой в Судогде.

## Спортивные достижения
- Чемпионат мира по ушу 2017 — ;
- Чемпионат России по ушу 2021 — ;